# Haapajärvi
Haapajärvi là một đô thị của Phần Lan. Đô thị này nằm ở tỉnh Oulu trong vùng Bắc Ostrobothnia. Đô thị này có dân số 8.083 người với diện tích là 789,71 km² trong đó có 8,18 km² là diện tích mặt nước. Mật độ dân số là 10,2 người trên mỗi km².
Đô thị này chỉ sử dụng tiếng Phần Lan.